# ليزا لين ماستير
ليزا لين ماستير (بالإنجليزية: Lisa Lynn Masters)‏ (و. 1964 – 2016 م) هي ممثلة، وعارضة من الولايات المتحدة الأمريكية . ولدت في أوماها، نبراسكا، أنتحرت في ليما.

## روابط خارجية
- ليزا لين ماستير على موقع IMDb (الإنجليزية)
- ليزا لين ماستير على موقع قاعدة بيانات الفيلم (الإنجليزية)